# Lepkekosbor

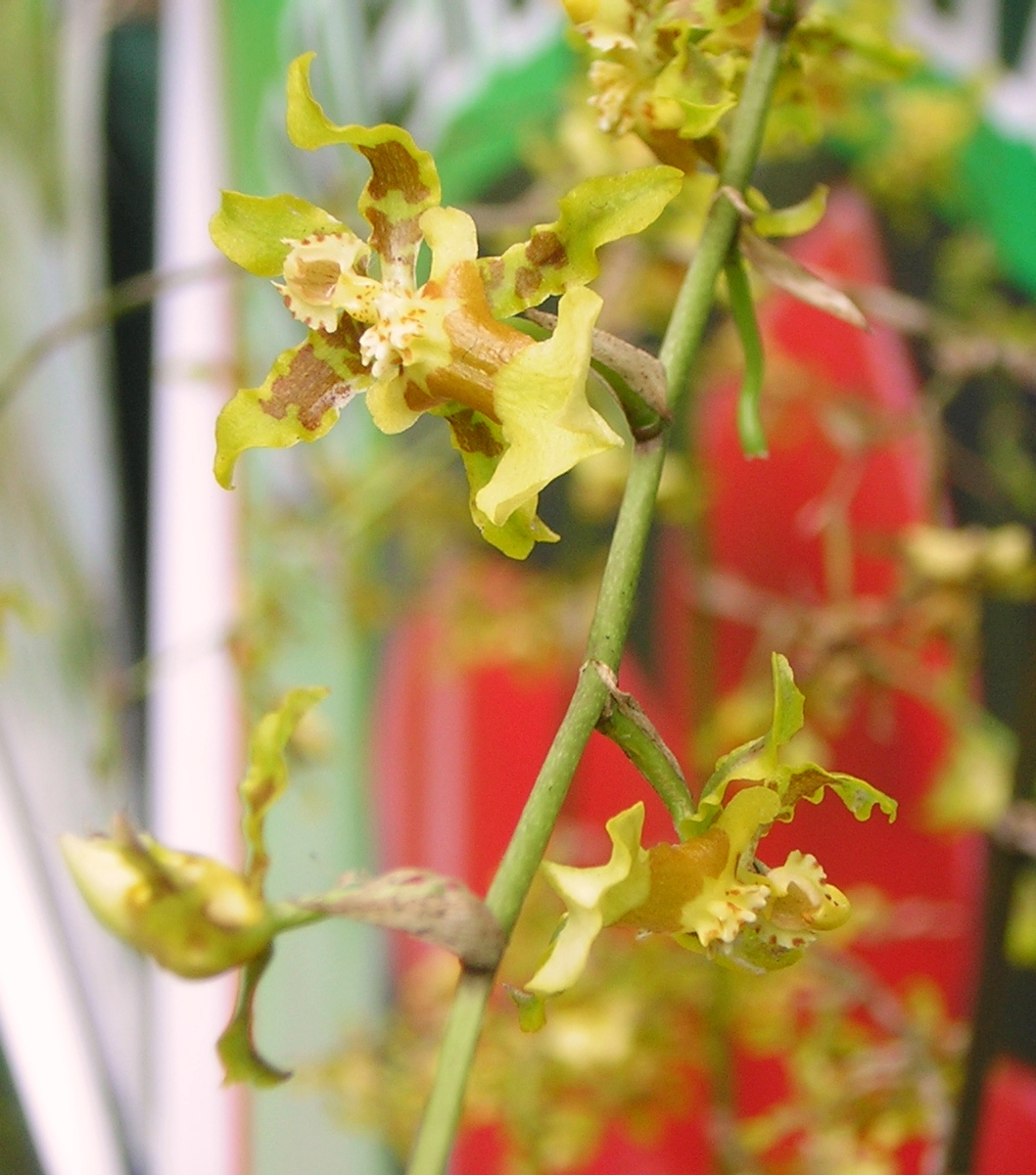
Oncidium baueri

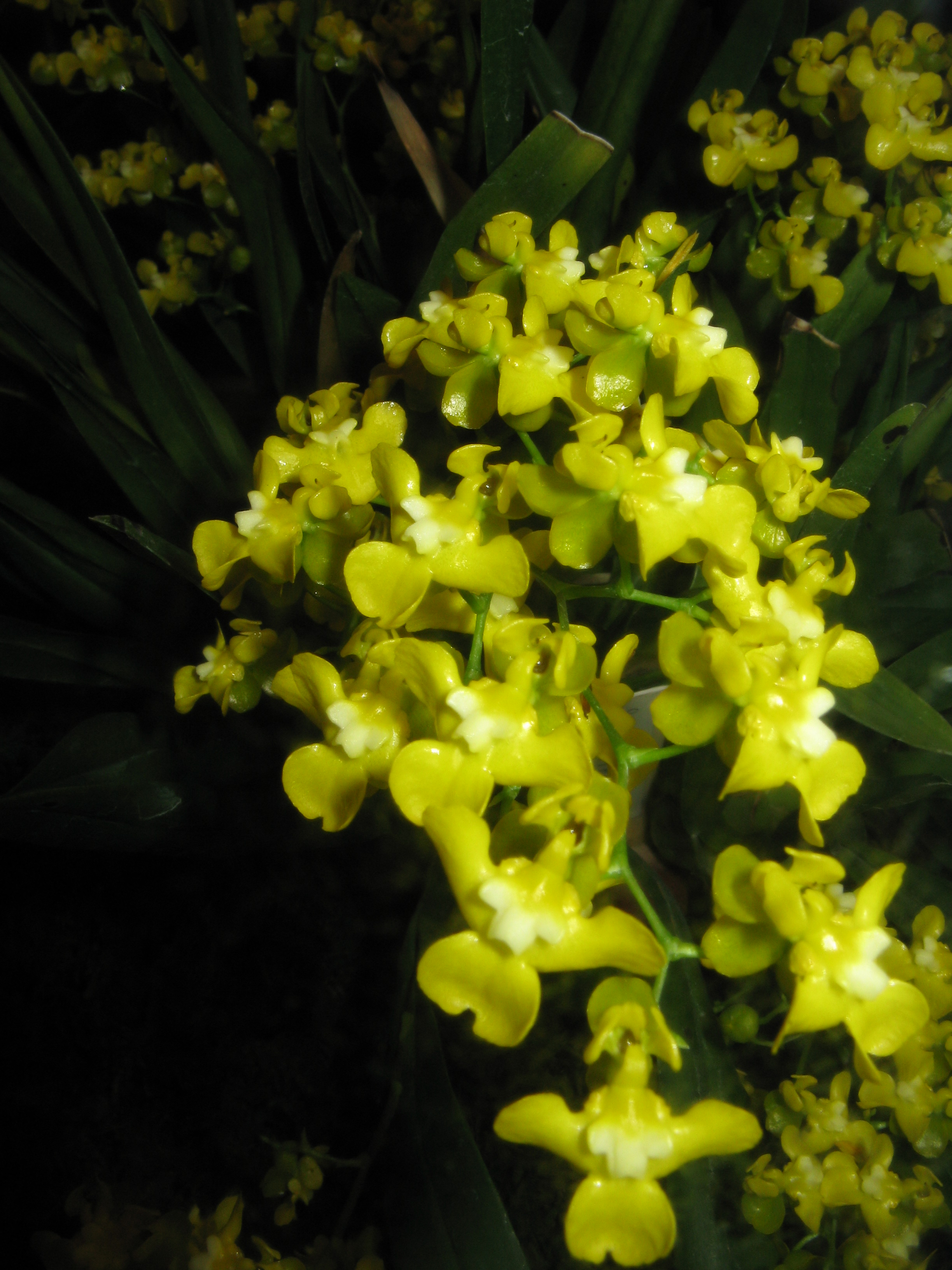
Oncidium cheirophorum

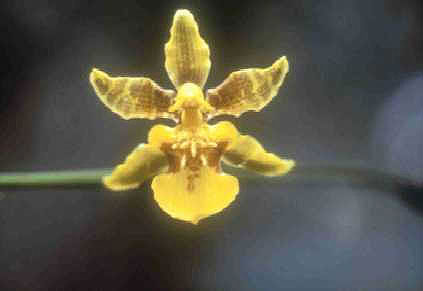
Oncidium ensatum

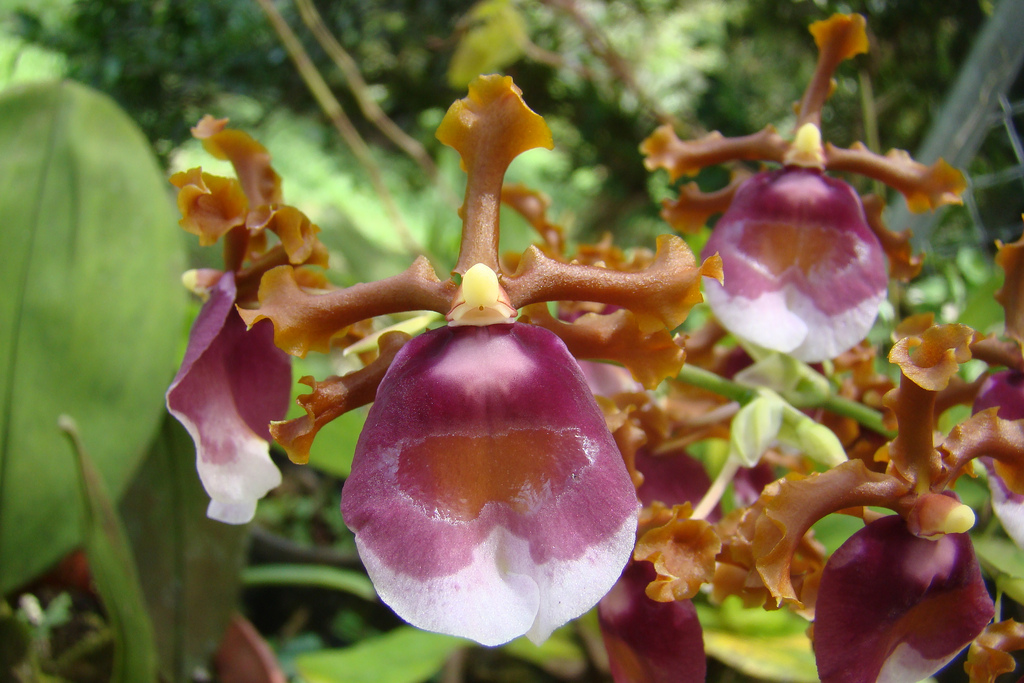
Oncidium fuscatum

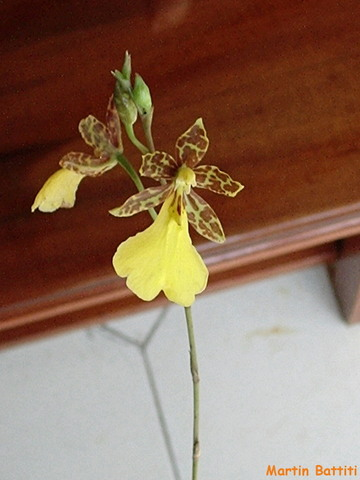
Oncidium graminifolium

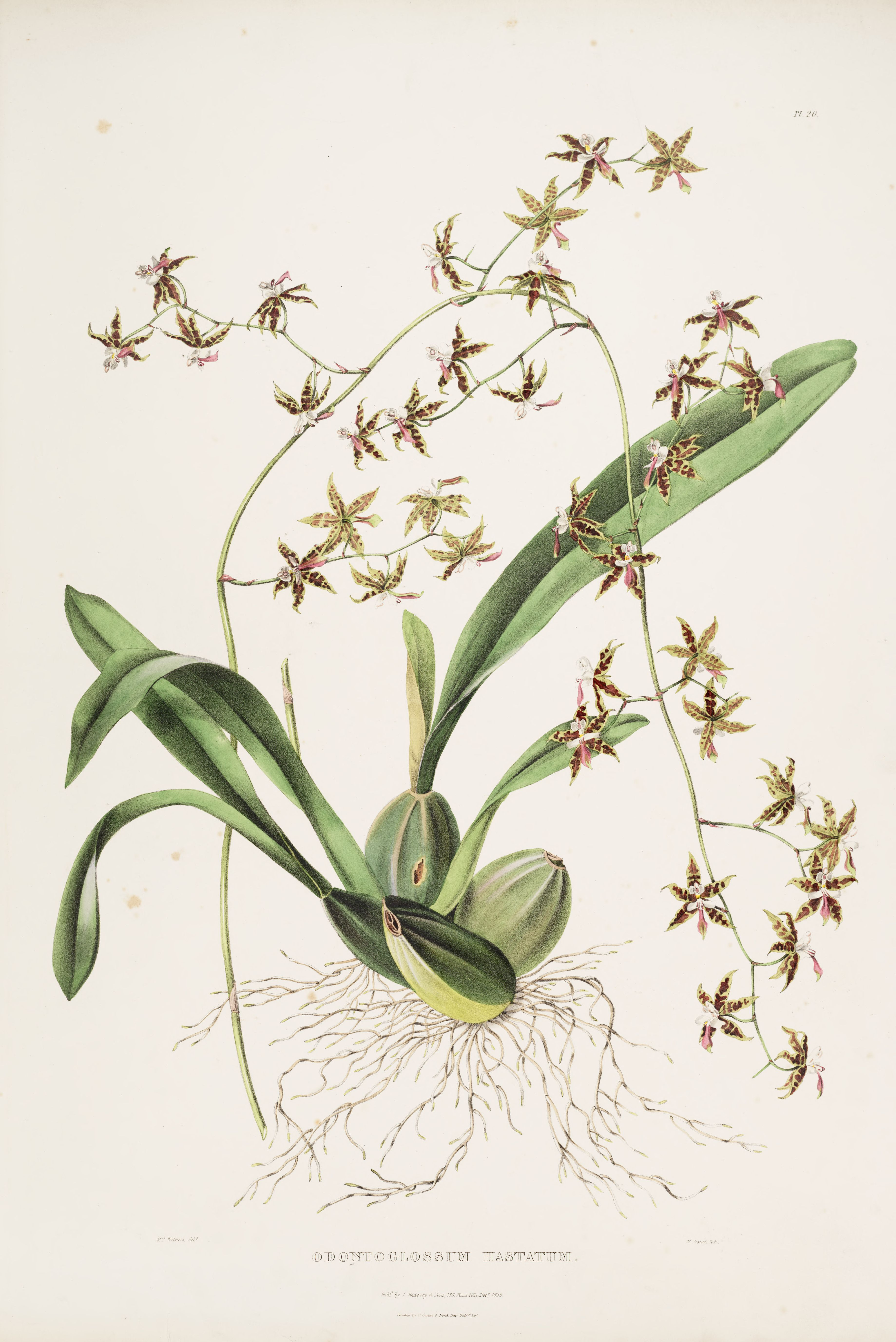
Oncidium hastatum

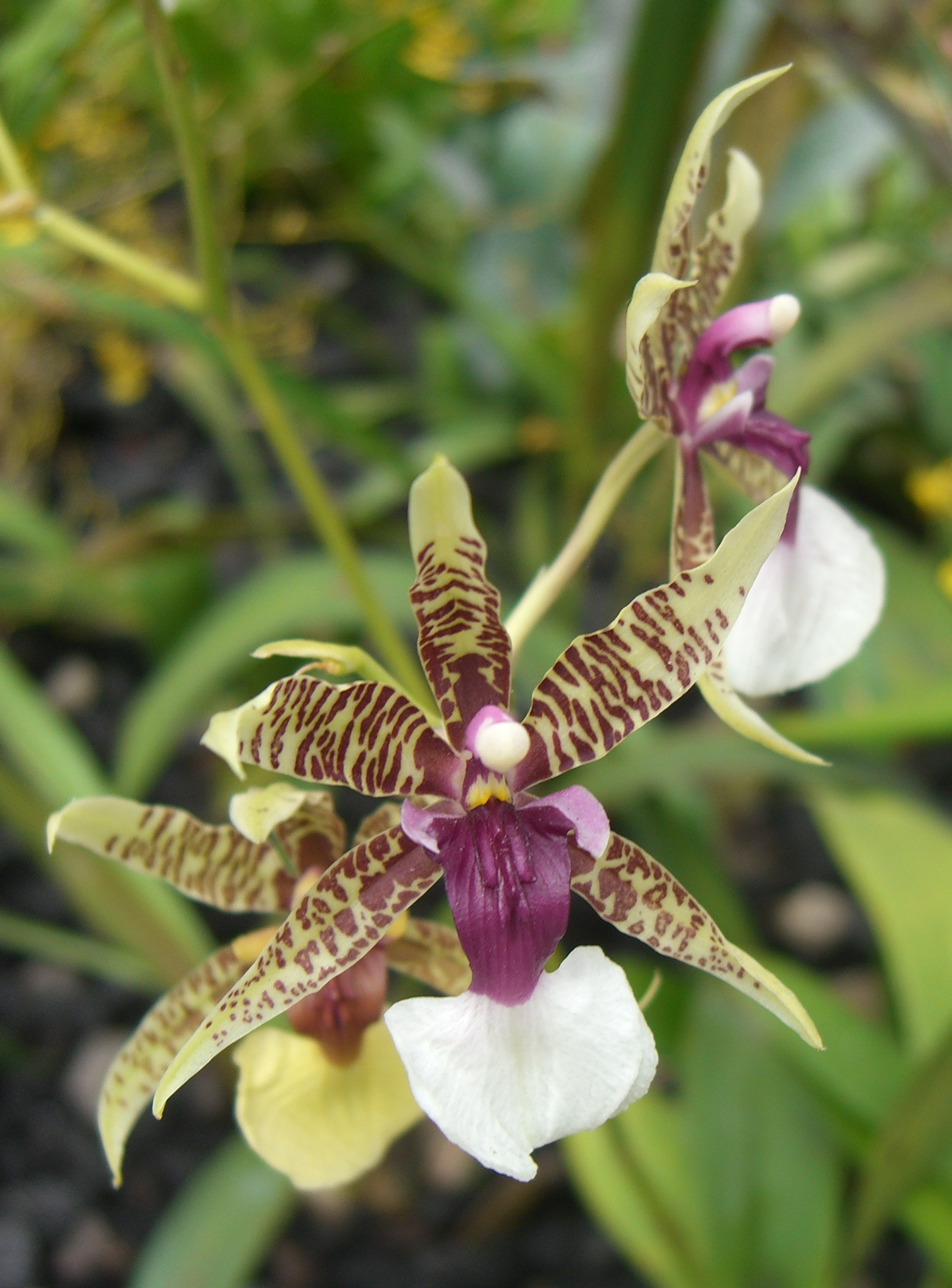
Oncidium hastilabium

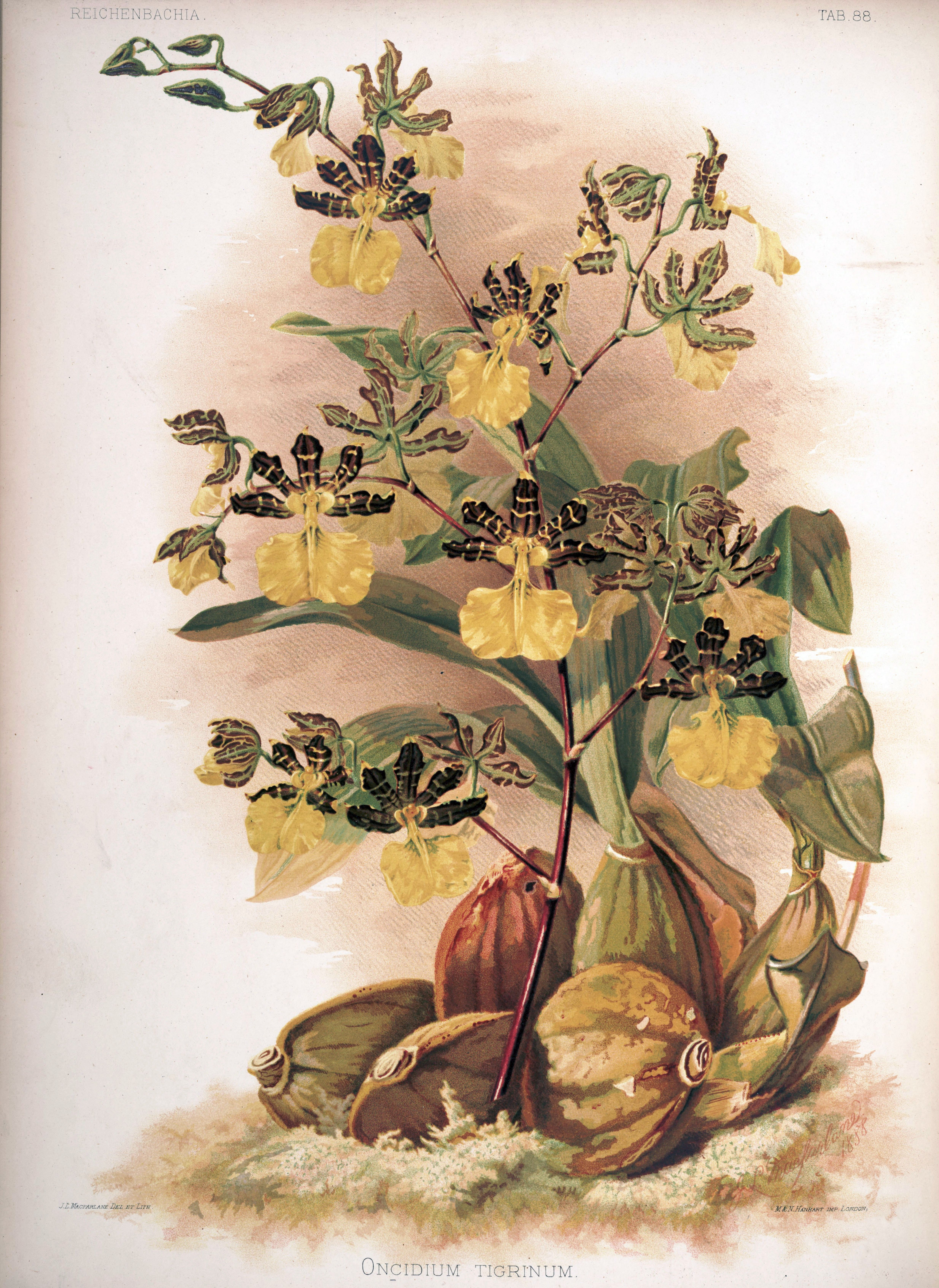
Oncidium tigrinum

A lepkekosbor (Oncidium) az egyszikűek (Liliopsida) osztályának spárgavirágúak (Asparagales) rendjébe, ezen belül a kosborfélék (Orchidaceae) családjába tartozó nemzetség.

## Rendszerezés
A nemzetségbe az alábbi 317 faj és 25 hibrid tartozik:
- Oncidium abortivoides M.W.Chase & N.H.Williams, Lindleyana 21(3): 22 (2008)
- Oncidium abortivum Rchb.f., Linnaea 22: 847 (1850)
- Oncidium abruptum Linden & Rchb.f. ex Kraenzl. in H.G.A.Engler (ed.), Pflanzenr., IV, 50(80): 273 (1922)
- Oncidium acinaceum Lindl., Sert. Orchid.: t. 48 (1841)
- Oncidium × acuminatissimum (Rchb.f.) M.W.Chase & N.H.Williams, Lindleyana 21(3): 22 (2008)
- Oncidium adamsii (Dodson) M.W.Chase & N.H.Williams, Lindleyana 21(3): 22 (2008)
- Oncidium adelaidae Königer, Arcula 3: 73 (1995)
- Oncidium × adrianae (L.Linden) M.W.Chase & N.H.Williams, Lindleyana 21(3): 22 (2008)
- Oncidium alberti (P.Ortiz) M.W.Chase & N.H.Williams, Lindleyana 21(3): 22 (2008)
- Oncidium albicans Königer, Arcula 16: 376 (2008)
- Oncidium alexandrae (Bateman) M.W.Chase & N.H.Williams, Lindleyana 21(3): 22 (2008)
- Oncidium allenii Dressler, Selbyana 22: 9 (2001)
- Oncidium altissimum (Jacq.) Sw., Kongl. Vetensk. Acad. Nya Handl. 21: 240 (1800) - típusfaj
- Oncidium alvarezii (P.Ortiz) M.W.Chase & N.H.Williams, Lindleyana 21(3): 22 (2008)
- Oncidium amabile Rchb.f., Hamburger Garten- Blumenzeitung 21: 301 (1865)
- Oncidium amazonicum (Schltr.) M.W.Chase & N.H.Williams, Lindleyana 21(3): 22 (2008)
- Oncidium amoenum A.Rich. & Galeotti, Ann. Sci. Nat., Bot., III, 3: 26 (1845)
- Oncidium × andersonianum (Rchb.f.) M.W.Chase & N.H.Williams, Lindleyana 21(3): 22 (2008)
- Oncidium andradeanum Dodson & D.E.Benn., Icon. Pl. Trop., II, 2: t. 120 (1989)
- Oncidium × andreetteanum (Dalström & G.Merino) J.M.H.Shaw, Orchid Rev. 120(1297, Suppl.): 15 (2012)
- Oncidium angustisegmentum D.E.Benn. & Christenson, Icon. Orchid. Peruv.: t. 524 (1998)
- Oncidium ansiferum Rchb.f., Bot. Zeitung (Berlin) 10: 696 (1852)
- Oncidium anthocrene Rchb.f., Linnaea 41: 102 (1876)
- Oncidium antioquiense Kraenzl. in H.G.A.Engler (ed.), Pflanzenr., IV, 50(80): 159 (1922)
- Oncidium arangoi (Königer) M.W.Chase & N.H.Williams, Lindleyana 21(3): 22 (2008)
- Oncidium ariasii Königer, Arcula 2: 49 (1994)
- Oncidium aristuliferum (Kraenzl.) M.W.Chase & N.H.Williams, Lindleyana 21(3): 22 (2008)
- Oncidium armatum (Rchb.f.) M.W.Chase & N.H.Williams, Lindleyana 21(3): 22 (2008)
- Oncidium aspidorhinum (F.Lehm.) M.W.Chase & N.H.Williams, Lindleyana 21(3): 22 (2008)
- Oncidium astranthum (Linden & Rchb.f.) M.W.Chase & N.H.Williams, Lindleyana 21(3): 22 (2008)
- Oncidium aurarium Rchb.f., Gard. Chron., n.s., 22: 394 (1884)
- Oncidium auriculatoides M.W.Chase & N.H.Williams, Lindleyana 21(3): 22 (2008)
- Oncidium auriculatum (Rolfe) M.W.Chase & N.H.Williams, Lindleyana 21(3): 22 (2008)
- Oncidium ayabacanum D.E.Benn. & Christenson, Lindleyana 13: 78 (1998)
- Oncidium baccatum Garay & Dunst., Venez. Orchids Ill. 6: 298 (1976)
- Oncidium × baronii J.M.H.Shaw, Orchid Rev. 120(1297, Suppl.): 15 (2012)
- Oncidium baueri Lindl., Gen. Sp. Orchid. Pl.: 200 (1833)
- Oncidium befortianum Königer, Arcula 17: 392 (2008)
- Oncidium bennettii Christenson, Brittonia 47: 200 (1995)
- Oncidium bicallosoides M.W.Chase & N.H.Williams, Lindleyana 21(3): 22 (2008)
- Oncidium blandum (Rchb.f.) M.W.Chase & N.H.Williams, Lindleyana 21(3): 22 (2008)
- Oncidium × bockemuhliae J.M.H.Shaw, Orchid Rev. 120(1297, Suppl.): 15 (2012)
- Oncidium boothianum Rchb.f., Bonplandia (Hannover) 2: 14 (1854)
- Oncidium brachyandrum Lindl., Sert. Orchid.: t. 25 (1838)
- Oncidium bracteatum Warsz. & Rchb.f., Bot. Zeitung (Berlin) 10: 695 (1852)
- Oncidium × brandtii (Kraenzl. & Wittm.) M.W.Chase & N.H.Williams, Lindleyana 21(3): 22 (2008)
- Oncidium braunii Regel, Trudy Imp. S.-Peterburgsk. Bot. Sada 9: 620 (1886)
- Oncidium brevicorne (Königer & J.Portilla) M.W.Chase & N.H.Williams, Lindleyana 21(3): 22 (2008)
- Oncidium brevilabrum Rolfe, Bull. Misc. Inform. Kew 1894: 158 (1894)
- Oncidium brownii (Garay) M.W.Chase & N.H.Williams, Lindleyana 21(3): 22 (2008)
- Oncidium bryocladium Schltr., Repert. Spec. Nov. Regni Veg. Beih. 27: 111 (1924)
- Oncidium bryolophotum Rchb.f., Gard. Chron. 1871: 738 (1871)
- Oncidium buchtienoides M.W.Chase & N.H.Williams, Lindleyana 21(3): 22 (2008)
- Oncidium bustosii Königer, Arcula 14: 254 (2003)
- Oncidium cajamarcae Schltr., Repert. Spec. Nov. Regni Veg. Beih. 9: 113 (1921)
- Oncidium calanthum Rchb.f., Gard. Chron. 1870: 39 (1870)
- Oncidium callacallaense (D.E.Benn. & Christenson) M.W.Chase & N.H.Williams, Lindleyana 21(3): 22 (2008)
- Oncidium caminiophorum Rchb.f., Bot. Zeitung (Berlin) 10: 857 (1852)
- Oncidium caquetanum (Schltr.) M.W.Chase & N.H.Williams, Lindleyana 21(3): 22 (2008)
- Oncidium cardioglossum (Pupulin) M.W.Chase & N.H.Williams, Lindleyana 21(3): 22 (2008)
- Oncidium cardiostigma Rchb.f., Bonplandia (Hannover) 2: 91 (1854)
- Oncidium cariniferum (Rchb.f.) Beer, Prakt. Stud. Orchid.: 283 (1854)
- Oncidium caucanum Schltr., Repert. Spec. Nov. Regni Veg. Beih. 7: 190 (1920)
- Oncidium × charlesworthii H.J.Veitch, Gard. Chron., III, 45: 348 (1909)
- Oncidium chasei (D.E.Benn. & Christenson) M.W.Chase & N.H.Williams, Lindleyana 21(3): 22 (2008)
- Oncidium cheirophorum Rchb.f., Bot. Zeitung (Berlin) 10: 695 (1852)
- Oncidium chrysomorphum Lindl., Fol. Orchid. 6: 54 (1855)
- Oncidium cinnamomeum (R.Warner & B.S.Williams) M.W.Chase & N.H.Williams, Lindleyana 21(3): 22 (2008)
- Oncidium cirrhosum (Lindl.) Beer, Prakt. Stud. Orchid.: 284 (1854)
- Oncidium citrinum Lindl., Edwards's Bot. Reg. 21: t. 1758 (1835)
- Oncidium constrictum (Lindl.) Beer, Prakt. Stud. Orchid.: 285 (1854)
- Oncidium contaypacchaense (D.E.Benn. & Christenson) M.W.Chase & N.H.Williams, Lindleyana 21(3): 24 (2008)
- Oncidium × cookianum (Rolfe) M.W.Chase & N.H.Williams, Lindleyana 21(3): 24 (2008)
- Oncidium × coradinei (Rchb.f.) M.W.Chase & N.H.Williams, Lindleyana 21(3): 24 (2008)
- Oncidium crassopterum Chiron, Richardiana 2: 69 (2002)
- Oncidium crescentilabium (C.Schweinf.) M.W.Chase & N.H.Williams, Lindleyana 21(3): 24 (2008)
- Oncidium crinitum (Rchb.f.) M.W.Chase & N.H.Williams, Lindleyana 21(3): 24 (2008)
- Oncidium cristatellum Garay, Taxon 19: 463 (1970)
- Oncidium cristatum (Lindl.) Beer, Prakt. Stud. Orchid.: 283 (1854)
- Oncidium crocidipterum (Rchb.f.) M.W.Chase & N.H.Williams, Lindleyana 21(3): 24 (2008)
- Oncidium cruciferum Rchb.f. & Warsz., Bonplandia (Hannover) 2: 109 (1854)
- Oncidium cruentoides M.W.Chase & N.H.Williams, Lindleyana 21(3): 24 (2008)
- Oncidium cuculligerum (Schltr.) M.W.Chase & N.H.Williams, Lindleyana 21(3): 24 (2008)
- Oncidium cultratum Lindl., Ann. Mag. Nat. Hist. 15: 384 (1845)
- Oncidium curvipetalum (D.E.Benn. & Christenson) M.W.Chase & N.H.Williams, Lindleyana 21(3): 24 (2008)
- Oncidium dactyliferum Garay & Dunst., Venez. Orchids Ill. 5: 224 (1972)
- Oncidium dactylopterum Rchb.f., Gard. Chron. 1875(1): 684 (1875)
- Oncidium deburghgraeveanum (Dalström & G.Merino) J.M.H.Shaw, Orchid Rev. 120(1297, Suppl.): 15 (2012)
- Oncidium decorum Königer, Arcula 3: 75 (1995)
- Oncidium deltoideum Lindl., Edwards's Bot. Reg. 23: t. 2006 (1837)
- Oncidium dichromaticum Rchb.f., Bonplandia (Hannover) 3: 215 (1855)
- Oncidium × dicranophorum (Rchb.f.) M.W.Chase & N.H.Williams, Lindleyana 21(3): 24 (2008)
- Oncidium digitoides M.W.Chase & N.H.Williams, Lindleyana 21(3): 24 (2008)
- Oncidium dilatatum (Rchb.f.) M.W.Chase & N.H.Williams, Lindleyana 21(3): 24 (2008)
- Oncidium discobulbon Kraenzl., Bot. Jahrb. Syst. 54(117): 33 (1916)
- Oncidium dracoceps (Dalström) M.W.Chase & N.H.Williams, Lindleyana 21(3): 24 (2008)
- Oncidium dulcineae (Pupulin & G.A.Rojas) M.W.Chase & N.H.Williams, Lindleyana 21(3): 24 (2008)
- Oncidium echinops Königer, Arcula 3: 78 (1995)
- Oncidium eliae (Rolfe) M.W.Chase & N.H.Williams, Lindleyana 21(3): 24 (2008)
- Oncidium emaculatum Ravenna, Onira 11: 52 (2008)
- Oncidium endocharis Rchb.f., Gard. Chron., n.s., 21: 206 (1884)
- Oncidium ensatum Lindl., Edwards's Bot. Reg. 28(Misc.): 17 (1842)
- Oncidium epidendroides (Kunth) Beer, Prakt. Stud. Orchid.: 285 (1854)
- Oncidium estradae Dodson, Icon. Pl. Trop. 1: t. 179 (1980)
- Oncidium exalatum Hágsater, Orquídea (Mexico City), n.s., 8: 98 (1981)
- Oncidium × excellens (Rchb.f.) M.W.Chase & N.H.Williams, Lindleyana 21(3): 24 (2008)
- Oncidium fasciculatum Hágsater, Orquídea (Mexico City), n.s., 8: 13 (1980)
- Oncidium fasciferum Rchb.f. & Warsz., Bonplandia (Hannover) 2: 108 (1854)
- Oncidium flavobrunneum (Senghas) M.W.Chase & N.H.Williams, Lindleyana 21(3): 24 (2008)
- Oncidium fleckiorum Königer, Arcula 17: 394 (2008)
- Oncidium fuchsii Königer, Arcula 15: 361 (2005)
- Oncidium fuscatum Rchb.f. in W.G.Walpers, Ann. Bot. Syst. 6: 763 (1863)
- Oncidium galianoi (Dalström & P.Nuñez) M.W.Chase & N.H.Williams, Lindleyana 21(3): 24 (2008)
- Oncidium × gardstyle Braem & Campacci, Orchis 99: 7 (1995)
- Oncidium gayi J.M.H.Shaw, Orchid Rev. 119(Suppl.): 84 (2011)
- Oncidium geertianum C.Morren, Ann. Soc. Roy. Agric. Gand 4: 55 (1848)
- Oncidium gentryi (Dodson) M.W.Chase & N.H.Williams, Lindleyana 21(3): 24 (2008)
- Oncidium ghiesbreghtianum A.Rich. & Galeotti, Ann. Sci. Nat., Bot., III, 3: 27 (1845)
- Oncidium gloriosum (Linden & Rchb.f.) M.W.Chase & N.H.Williams, Lindleyana 21(3): 24 (2008)
- Oncidium graciliforme C.Schweinf., Bot. Mus. Leafl. 5: 96 (1938)
- Oncidium gramazuense (D.E.Benn. & Christenson) M.W.Chase & N.H.Williams, Lindleyana 21(3): 24 (2008)
- Oncidium gramineum (Poepp. & Endl.) M.W.Chase & N.H.Williams, Lindleyana 21(3): 24 (2008)
- Oncidium graminifolium (Lindl.) Lindl., Sert. Orchid.: t. 48 (1841)
- Oncidium hallii (Lindl.) Beer, Prakt. Stud. Orchid.: 287 (1854)
- Oncidium hapalotyle Schltr., Repert. Spec. Nov. Regni Veg. 17: 15 (1921)
- Oncidium harryanum (Rchb.f.) M.W.Chase & N.H.Williams, Lindleyana 21(3): 24 (2008)
- Oncidium hastatum (Bateman) Lindl., Paxton's Fl. Gard. 1: 9 (1850)
- Oncidium hastilabium (Lindl.) Beer, Prakt. Stud. Orchid.: 287 (1854)
- Oncidium hauensteinii (Königer) M.W.Chase & N.H.Williams, Lindleyana 21(3): 24 (2008)
- Oncidium heinzelii Königer, Arcula 17: 397 (2008)
- Oncidium henning-jensenii Pupulin & Bogarín, Orchids (West Palm Beach) 81: 176 (2012)
- Oncidium hennisii (Rolfe) M.W.Chase & N.H.Williams, Lindleyana 21(3): 24 (2008)
- Oncidium hermansianum (Königer) M.W.Chase & N.H.Williams, Lindleyana 21(3): 24 (2008)
- Oncidium hernandezii Königer, Arcula 15: 364 (2005)
- Oncidium herrenhusanum Königer & Schlumpb., Arcula 21: 453 (2011)
- Oncidium heteranthum Poepp. & Endl., Nov. Gen. Sp. Pl. 1: 34 (1836)
- Oncidium heterodactylum Kraenzl. in H.G.A.Engler (ed.), Pflanzenr., IV, 50(80): 187 (1922)
- Oncidium heterosepalum (Rchb.f.) M.W.Chase & N.H.Williams, Lindleyana 21(3): 24 (2008)
- Oncidium hieroglyphicum Rchb.f. & Warsz., Allg. Gartenzeitung 22: 274 (1854)
- Oncidium × hinnus (Rchb.f.) M.W.Chase & N.H.Williams, Lindleyana 21(3): 24 (2008)
- Oncidium hintonii L.O.Williams, Amer. Orchid Soc. Bull. 9: 336 (1941)
- Oncidium hirtzoides M.W.Chase & N.H.Williams, Lindleyana 21(3): 24 (2008)
- Oncidium huebneri (Mansf.) M.W.Chase & N.H.Williams, Lindleyana 21(3): 24 (2008)
- Oncidium hymenanthum (Schltr.) M.W.Chase & N.H.Williams, Lindleyana 21(3): 25 (2008)
- Oncidium hyphaematicum Rchb.f., Gard. Chron. 1869: 814 (1869)
- Oncidium ibis (Schltr.) M.W.Chase & N.H.Williams, Lindleyana 21(3): 25 (2008)
- Oncidium imitans Dressler, Novon 7: 120 (1997)
- Oncidium incurvum Barker ex Lindl., Edwards's Bot. Reg. 26(Misc.): 75 (1840)
- Oncidium × inopinatum Christenson, Richardiana 3: 107 (2003)
- Oncidium inouei T.Hashim., Bull. Natl. Sci. Mus. Tokyo, B 16: 23 (1990)
- Oncidium integrilabre (Pupulin) M.W.Chase & N.H.Williams, Lindleyana 21(3): 25 (2008)
- Oncidium ionopterum Rchb.f., Linnaea 41: 20 (1876)
- Oncidium iricolor Rchb.f., Bonplandia (Hannover) 2: 91 (1854)
- Oncidium isthmi Schltr., Repert. Spec. Nov. Regni Veg. Beih. 17: 84 (1922)
- Oncidium ivoneae Königer, Arcula 20: 444 (2010)
- Oncidium jarmilae Königer, Arcula 15: 366 (2005)
- Oncidium javieri Archila, Revista Guatemal. 2(3): 11 (1999)
- Oncidium juninense (Schltr.) M.W.Chase & N.H.Williams, Lindleyana 21(3): 25 (2008)
- Oncidium karwinskii (Lindl.) Lindl., Sert. Orchid.: t. 48 (1838)
- Oncidium kegeljanii (E.Morren) M.W.Chase & N.H.Williams, Lindleyana 21(3): 25 (2008)
- Oncidium khoochongyeei J.M.H.Shaw, Orchid Rev. 120(1297, Suppl.): 16 (2012)
- Oncidium koechlinianum Collantes & G.Gerlach, Orchideen J. 2(2): 79 (2011)
- Oncidium koenigeri M.W.Chase & N.H.Williams, Orchids (West Palm Beach) 78: 238 (2009)
- Oncidium × kraenzlinii (O'Brien) M.W.Chase & N.H.Williams, Lindleyana 21(3): 25 (2008)
- Oncidium laeve (Lindl.) Beer, Prakt. Stud. Orchid.: 288 (1854)
- Oncidium lancifolium Lindl. in G.Bentham, Pl. Hartw.: 151 (1845)
- Oncidium leeanum (Rchb.f.) M.W.Chase & N.H.Williams, Lindleyana 21(3): 25 (2008)
- Oncidium lehmannianum (Kraenzl.) M.W.Chase & N.H.Williams, Lindleyana 21(3): 25 (2008)
- Oncidium lehmannii (Rchb.f.) M.W.Chase & N.H.Williams, Lindleyana 21(3): 25 (2008)
- Oncidium leleui R.Jiménez & Soto Arenas, Orquídea (Mexico City), n.s., 12: 58 (1990)
- Oncidium lentiginosum Rchb.f., Bonplandia (Hannover) 2: 13 (1854)
- Oncidium leopardinum Lindl., Fol. Orchid. 6: 28 (1855)
- Oncidium lepidum Linden & Rchb.f., Gard. Chron. 1870: 1053 (1870)
- Oncidium lepturum Rchb.f., Gard. Chron., n.s., 25: 40 (1886)
- Oncidium leucochilum Bateman ex Lindl., Edwards's Bot. Reg. 23: t. 1920 (1837)
- Oncidium leucomelas (Rchb.f.) Dressler & N.H.Williams, Selbyana 24: 44 (2003)
- Oncidium ligiae Königer, Arcula 4: 107 (1995)
- Oncidium × limbatum (Rchb.f.) M.W.Chase & N.H.Williams, Lindleyana 21(3): 25 (2008)
- Oncidium lindleyoides M.W.Chase & N.H.Williams, Lindleyana 21(3): 25 (2008)
- Oncidium lineoligerum Rchb.f. & Warsz., Bonplandia (Hannover) 2: 109 (1854)
- Oncidium lisae Königer, Arcula 21: 456 (2011)
- Oncidium llanachagaense (D.E.Benn. & Christenson) M.W.Chase & N.H.Williams, Lindleyana 21(3): 25 (2008)
- Oncidium lucianianum (Rchb.f.) M.W.Chase & N.H.Williams, Lindleyana 21(3): 25 (2008)
- Oncidium × ludwigianum (Roeth) J.M.H.Shaw, Orchid Rev. 120(1297, Suppl.): 16 (2012)
- Oncidium × lueroroides M.W.Chase & N.H.Williams, Lindleyana 21(3): 25 (2008)
- Oncidium luteopurpureum (Lindl.) Beer, Prakt. Stud. Orchid.: 288 (1854)
- Oncidium luteum Rolfe, Bull. Misc. Inform. Kew 1893: 172 (1893)
- Oncidium lutzii (Königer) M.W.Chase & N.H.Williams, Lindleyana 21(3): 25 (2008)
- Oncidium lykaiosii R.Vásquez & Dodson, Revista Soc. Boliv. Bot. 3: 24 (2001)
- Oncidium machupicchuense (D.E.Benn. & Christenson) M.W.Chase & N.H.Williams, Lindleyana 21(3): 25 (2008)
- Oncidium macrobulbon (Kraenzl.) M.W.Chase & N.H.Williams, Lindleyana 21(3): 25 (2008)
- Oncidium maculatum (Lindl.) Lindl., Sert. Orchid.: t. 48 (1841)
- Oncidium maduroi Dressler, Orchids 69: 762 (2000)
- Oncidium magdalenae Rchb.f., Bonplandia (Hannover) 3: 66 (1855)
- Oncidium magnificum Senghas, Orchideen (Senghas): 172 (1993)
- Oncidium maizifolium Lindl., Orchid. Linden.: 14 (1846)
- Oncidium malleiferum (Rchb.f.) M.W.Chase & N.H.Williams, Lindleyana 21(3): 25 (2008)
- Oncidium manningianum Königer, Arcula 16: 381 (2008)
- Oncidium mantense Dodson & R.Estrada, Native Ecuadorian Orchids 4: 881 (2003)
- Oncidium manuelariasii M.W.Chase & N.H.Williams, Lindleyana 21(3): 25 (2008)
- Oncidium marinii (Königer) M.W.Chase & N.H.Williams, Lindleyana 21(3): 25 (2008)
- Oncidium × marriottianum (Rchb.f.) M.W.Chase & N.H.Williams, Lindleyana 21(3): 25 (2008)
- Oncidium martinezii Königer, Arcula 15: 369 (2005)
- Oncidium massangei E.Morren, Ann. Hort. Belge Étrangère 27: 124 (1877)
- Oncidium mathieuanum Rchb.f. & Warsz., Allg. Gartenzeitung 24: 321 (1856)
- Oncidium mexicanum (L.O.Williams) M.W.Chase & N.H.Williams, Lindleyana 21(3): 25 (2008)
- Oncidium micklowii (Dalström) M.W.Chase & N.H.Williams, Lindleyana 21(3): 25 (2008)
- Oncidium microstigma Rchb.f., Bonplandia (Hannover) 2: 90 (1854)
- Oncidium millianum Rchb.f., Gard. Chron., n.s., 10: 364 (1878)
- Oncidium minaxoides M.W.Chase & N.H.Williams, Lindleyana 21(3): 25 (2008)
- Oncidium mirandoides M.W.Chase & N.H.Williams, Lindleyana 21(3): 25 (2008)
- Oncidium mirandum (Rchb.f.) M.W.Chase & N.H.Williams, Lindleyana 21(3): 25 (2008)
- Oncidium mixturum (Dalström & Sönnemark) M.W.Chase & N.H.Williams, Lindleyana 21(3): 25 (2008)
- Oncidium morganii (Dodson) M.W.Chase & N.H.Williams, Lindleyana 21(3): 25 (2008)
- Oncidium multistellare (Rchb.f.) M.W.Chase & N.H.Williams, Lindleyana 21(3): 25 (2008)
- Oncidium × mulus (Rchb.f.) M.W.Chase & N.H.Williams, Lindleyana 21(3): 25 (2008)
- Oncidium × murrellianum (Rchb.f.) M.W.Chase & N.H.Williams, Lindleyana 21(3): 25 (2008)
- Oncidium naevium (Lindl.) Beer, Prakt. Stud. Orchid.: 289 (1854)
- Oncidium nebulosum Lindl., Edwards's Bot. Reg. 27(Misc.): 81 (1841)
- Oncidium nevadense (Rchb.f.) M.W.Chase & N.H.Williams, Lindleyana 21(3): 25 (2008)
- Oncidium niesseniae Königer, Arcula 6: 165 (1996)
- Oncidium nigratum Lindl. & Paxton, Paxton's Fl. Gard. 1: 78 (1850)
- Oncidium nobile (Rchb.f.) M.W.Chase & N.H.Williams, Lindleyana 21(3): 25 (2008)
- Oncidium noezlianum (Mast.) M.W.Chase & N.H.Williams, Lindleyana 21(3): 25 (2008)
- Oncidium oblongatum Lindl., Edwards's Bot. Reg. 30(Misc.): 4 (1844)
- Oncidium obryzatoides Kraenzl. in H.G.A.Engler (ed.), Pflanzenr., IV, 50(80): 240 (1922)
- Oncidium obryzatum Rchb.f. & Warsz., Bonplandia (Hannover) 2: 108 (1854)
- Oncidium obstipum Königer & Posada, Arcula 18: 412 (2009)
- Oncidium odoratum (Lindl.) Beer, Prakt. Stud. Orchid.: 290 (1854)
- Oncidium oliganthum (Rchb.f.) L.O.Williams ex Correll, Lloydia 10: 212 (1948)
- Oncidium orbatum Kraenzl. in H.G.A.Engler (ed.), Pflanzenr., IV, 50(80): 180 (1922)
- Oncidium ornithocephalum Lindl., Fol. Orchid. 6: 30 (1855)
- Oncidium ornithopodum Rchb.f., Gard. Chron., n.s., 12: 200 (1879)
- Oncidium ornithorhynchum Kunth in F.W.H.von Humboldt, A.J.A.Bonpland & C.S.Kunth, Nov. Gen. Sp. 1: 345 (1816)
- Oncidium orthostatoides D.E.Benn. & Christenson, Brittonia 46: 251 (1994)
- Oncidium orthotis Rchb.f., Ill. Hort. 35: 91 (1888)
- Oncidium ottonis Schltr., Orchis 8: 61 (1914)
- Oncidium oviedomotae Hágsater, Orquídea (Mexico City), n.s., 3: 234 (1973)
- Oncidium oxyceras (Königer & J.G.Weinm.) M.W.Chase & N.H.Williams, Lindleyana 21(3): 25 (2008)
- Oncidium panamense Schltr., Repert. Spec. Nov. Regni Veg. Beih. 17: 85 (1922)
- Oncidium panchrysum Lindl., J. Hort. Soc. London 4: 267 (1849)
- Oncidium panduratoides M.W.Chase & N.H.Williams, Lindleyana 21(3): 26 (2008)
- Oncidium panduratum Rolfe, Bull. Misc. Inform. Kew 1895: 9 (1895)
- Oncidium papilioides M.W.Chase & N.H.Williams, Lindleyana 21(3): 26 (2008)
- Oncidium parviflorum L.O.Williams, Amer. Orchid Soc. Bull. 11: 32 (1942)
- Oncidium peltiforme Königer, Arcula 8: 232 (1999)
- Oncidium pentadactylon Lindl., Ann. Mag. Nat. Hist. 15: 383 (1845)
- Oncidium pergameneum Lindl. in G.Bentham, Pl. Hartw.: 93 (1842)
- Oncidium perpusillum (Kraenzl.) M.W.Chase & N.H.Williams, Lindleyana 21(3): 26 (2008)
- Oncidium pichinchense (Dodson) M.W.Chase & N.H.Williams, Lindleyana 21(3): 26 (2008)
- Oncidium pictum Kunth in F.W.H.von Humboldt, A.J.A.Bonpland & C.S.Kunth, Nov. Gen. Sp. 1: 346 (1816)
- Oncidium picturatissimum (Kraenzl.) M.W.Chase & N.H.Williams, Lindleyana 21(3): 26 (2008)
- Oncidium picturatum Rchb.f., Bonplandia (Hannover) 2: 13 (1854)
- Oncidium planilabre Lindl., J. Hort. Soc. London 6: 59 (1851)
- Oncidium platychilum Schltr., Repert. Spec. Nov. Regni Veg. Beih. 27: 114 (1924)
- Oncidium platynaris (Dalström) M.W.Chase & N.H.Williams, Lindleyana 21(3): 26 (2008)
- Oncidium poikilostalix (Kraenzl.) M.W.Chase & N.H.Williams, Lindleyana 21(3): 26 (2008)
- Oncidium polyadenium Lindl., Fol. Orchid. 6: 27 (1855)
- Oncidium polycladium Rchb.f. ex Lindl., Fol. Orchid. 6: 47 (1855)
- Oncidium pongratzianum Königer & J.Portilla, Arcula 15: 371 (2005)
- Oncidium portillae Königer, Arcula 10: 274 (2000)
- Oncidium portillaellum M.W.Chase & N.H.Williams, Lindleyana 21(3): 26 (2008)
- Oncidium portilloides M.W.Chase & N.H.Williams, Lindleyana 21(3): 26 (2008)
- Oncidium portmannii (Bockemühl) M.W.Chase & N.H.Williams, Lindleyana 21(3): 26 (2008)
- Oncidium posadaroides M.W.Chase & N.H.Williams, Lindleyana 21(3): 26 (2008)
- Oncidium posadarum Königer, Arcula 4: 110 (1995)
- Oncidium povedanum (P.Ortiz) M.W.Chase & N.H.Williams, Lindleyana 21(3): 26 (2008)
- Oncidium praenitens (Rchb.f.) M.W.Chase & N.H.Williams, Lindleyana 21(3): 26 (2008)
- Oncidium praestanoides M.W.Chase & N.H.Williams, Lindleyana 21(3): 26 (2008)
- Oncidium pseudounguiculatum (Pupulin & Dressler) M.W.Chase & N.H.Williams, Lindleyana 21(3): 26 (2008)
- Oncidium punctulatum Dressler, Selbyana 22: 10 (2001)
- Oncidium putumayense (P.Ortiz) M.W.Chase & N.H.Williams, Lindleyana 21(3): 26 (2008)
- Oncidium reflexum Lindl., Edwards's Bot. Reg. 23: t. 1920 (1837)
- Oncidium reichenheimii (Linden & Rchb.f.) Garay & Stacy, Bradea 1: 408 (1974)
- Oncidium renatoi (Königer) M.W.Chase & N.H.Williams, Lindleyana 21(3): 26 (2008)
- Oncidium retusum Lindl., Edwards's Bot. Reg. 23: t. 1920 (1837)
- Oncidium reversoides M.W.Chase & N.H.Williams, Lindleyana 21(3): 26 (2008)
- Oncidium reversum (Rchb.f.) M.W.Chase & N.H.Williams, Lindleyana 21(3): 26 (2008)
- Oncidium rhynchanthum (Rchb.f.) M.W.Chase & N.H.Williams, Lindleyana 21(3): 26 (2008)
- Oncidium rionegrense Archila & Chiron, Richardiana 11: 194 (2011)
- Oncidium rodrigoi Königer, Arcula 8: 235 (1999)
- Oncidium × rolfei J.M.H.Shaw, Orchid Rev. 120(1297, Suppl.): 16 (2012)
- Oncidium romanii Königer, Arcula 16: 384 (2008)
- Oncidium roseum (Lindl.) Beer, Prakt. Stud. Orchid.: 290 (1854)
- Oncidium rutkisii Foldats, Acta Bot. Venez. 19: 39 (1996)
- Oncidium sarahforsythiae J.M.H.Shaw, Orchid Rev. 120(1297, Suppl.): 16 (2012)
- Oncidium sathishkumarii J.M.H.Shaw, Orchid Rev. 120(1297, Suppl.): 16 (2012)
- Oncidium savegrensis (Pupulin) M.W.Chase & N.H.Williams, Lindleyana 21(3): 26 (2008)
- Oncidium saxicola Schltr., Repert. Spec. Nov. Regni Veg. Beih. 27: 116 (1924)
- Oncidium sceptrum (Rchb.f. & Warsz.) M.W.Chase & N.H.Williams, Lindleyana 21(3): 26 (2008)
- Oncidium schildhaueri Königer, Arcula 22: 473 (2012)
- Oncidium schillerianum Rchb.f., Bonplandia (Hannover) 2: 91 (1854)
- Oncidium schroederianum (O'Brien) Garay & Stacy, Bradea 1: 408 (1974)
- Oncidium schwambachiae V. P. Castro & Toscano, Bradea 3: 353 (1983)
- Oncidium sergii (P.Ortiz) M.W.Chase & N.H.Williams, Lindleyana 21(3): 26 (2008)
- Oncidium sessile Lindl. & Paxton, Paxton's Fl. Gard. 1: 101 (1850)
- Oncidium silvanoi Königer, Arcula 11: 285 (2001)
- Oncidium sotoanum R.Jiménez & Hágsater, Lankesteriana 9: 415 (2010)
- Oncidium spectatissimum (Lindl.) M.W.Chase & N.H.Williams, Lindleyana 21(3): 26 (2008)
- Oncidium sphacelatum Lindl., Sert. Orchid.: t. 48 (1841)
- Oncidium stelligerum Rchb.f., Gard. Chron. 1873: 1398 (1873)
- Oncidium × stellimicans (Rchb.f.) M.W.Chase & N.H.Williams, Lindleyana 21(3): 27 (2008)
- Oncidium stenobulbon Kraenzl. in H.G.A.Engler (ed.), Pflanzenr., IV, 50(80): 281 (1922)
- Oncidium stenoglossum (Schltr.) Dressler & N.H.Williams, Orquídea (Mexico City), n.s., 4: 339 (1975)
- Oncidium storkii Ames & C.Schweinf., Schedul. Orchid. 10: 106 (1930)
- Oncidium strictum (Cogn.) M.W.Chase & N.H.Williams, Lindleyana 21(3): 27 (2008)
- Oncidium subuligerum (Rchb.f.) M.W.Chase & N.H.Williams, Lindleyana 21(3): 27 (2008)
- Oncidium tectum Rchb.f., Gard. Chron. 1875(1): 780 (1875)
- Oncidium tenellum F.Gérard, Portef. Hort. 1: 99 (1847)
- Oncidium tenuifolium (Dalström) M.W.Chase & N.H.Williams, Lindleyana 21(3): 27 (2008)
- Oncidium tenuipes Kraenzl., Bot. Jahrb. Syst. 54(117): 33 (1916)
- Oncidium tenuirostre (Kraenzl.) M.W.Chase & N.H.Williams, Lindleyana 21(3): 27 (2008)
- Oncidium tenuoides M.W.Chase & N.H.Williams, Lindleyana 21(3): 27 (2008)
- Oncidium tetrotis Rchb.f. & Warsz., Bonplandia (Hannover) 2: 109 (1854)
- Oncidium tigratum Rchb.f. & Warsz., Bonplandia (Hannover) 2: 109 (1854)
- Oncidium tigrinum Lex. in P.de La Llave & J.M.de Lexarza, Nov. Veg. Descr. 2(Orchid. Opusc.): 36 (1825)
- Oncidium tigroides (C.Schweinf.) M.W.Chase & N.H.Williams, Lindleyana 21(3): 27 (2008)
- Oncidium tipuloides Rchb.f., Bot. Zeitung (Berlin) 10: 856 (1852)
- Oncidium toachicum Dodson, Icon. Pl. Trop. 1: t. 191 (1980)
- Oncidium trachycaulon Schltr., Repert. Spec. Nov. Regni Veg. Beih. 7: 191 (1920)
- Oncidium trimorion (Königer) M.W.Chase & N.H.Williams, Lindleyana 21(3): 27 (2008)
- Oncidium trinasutum Kraenzl. in H.G.A.Engler (ed.), Pflanzenr., IV, 50(80): 194 (1922)
- Oncidium tripudians (Rchb.f. & Warsz.) M.W.Chase & N.H.Williams, Lindleyana 21(3): 27 (2008)
- Oncidium tsubotae Königer, Arcula 6: 168 (1996)
- Oncidium uncinatum (Pupulin, G.Merino & J.Valle) J.M.H.Shaw, Orchid Rev. 120(1297, Suppl.): 16 (2012)
- Oncidium unguiculatum Lindl., J. Hort. Soc. London 1: 303 (1846)
- Oncidium unguiculoides M.W.Chase & N.H.Williams, Lindleyana 21(3): 27 (2008)
- Oncidium universitas-cuencae Königer & D.Vázquez, Oncidum Monogr. 3: 217 (2007)
- Oncidium velleum (Rchb.f.) M.W.Chase & N.H.Williams, Lindleyana 21(3): 27 (2008)
- Oncidium vernixium Linden & Rchb.f., Gard. Chron. 1870: 1053 (1870)
- Oncidium vierlingii (Senghas) M.W.Chase & N.H.Williams, Lindleyana 21(3): 27 (2008)
- Oncidium vulcanicum (Rchb.f.) M.W.Chase & N.H.Williams, Lindleyana 21(3): 27 (2008)
- Oncidium wallisii (Linden & Rchb.f.) M.W.Chase & N.H.Williams, Lindleyana 21(3): 27 (2008)
- Oncidium wallisoides M.W.Chase & N.H.Williams, Lindleyana 21(3): 27 (2008)
- Oncidium warszewiczii Rchb.f., Bot. Zeitung (Berlin) 10: 693 (1852)
- Oncidium weddellii Lindl., Fol. Orchid. 6: 39 (1855)
- Oncidium weinmannianum (Königer) M.W.Chase & N.H.Williams, Lindleyana 21(3): 27 (2008)
- Oncidium wentworthianum Bateman ex Lindl., Edwards's Bot. Reg. 26(Misc.): 82 (1840)
- Oncidium × wilckeanum (Rchb.f.) M.W.Chase & N.H.Williams, Lindleyana 21(3): 27 (2008)
- Oncidium wyattianum (A.G.Wilson) M.W.Chase & N.H.Williams, Lindleyana 21(3): 27 (2008)
- Oncidium xanthornis Rchb.f. ex Kraenzl. in H.G.A.Engler (ed.), Pflanzenr., IV, 50(80): 201 (1922)
- Oncidium zelenkoanum Dressler & Pupulin, Lankesteriana 8: 37 (2003)